# Peyssonnelia
Peyssonnelia is een geslacht van roodwieren uit de familie Peyssonneliaceae.

## Soorten
- Peyssonnelia abyssica
- Peyssonnelia antiqua
- Peyssonnelia armorica
- Peyssonnelia asiatica
- Peyssonnelia atropurpurea
- Peyssonnelia balanicola
- Peyssonnelia bicolor
- Peyssonnelia boergesenii
- Peyssonnelia bornetii
- Peyssonnelia boudouresquei
- Peyssonnelia calcea
- Peyssonnelia capensis
- Peyssonnelia caulifera
- Peyssonnelia clarionensis
- Peyssonnelia conchicola
- Peyssonnelia coriacea
- Peyssonnelia crispata
- Peyssonnelia dawsonii
- Peyssonnelia delicata
- Peyssonnelia distenda
- Peyssonnelia dubyi
- Peyssonnelia evae
- Peyssonnelia flavescens
- Peyssonnelia foliosa
- Peyssonnelia foveolata
- Peyssonnelia guadalupensis
- Peyssonnelia hairii
- Peyssonnelia hancockii
- Peyssonnelia hariotii
- Peyssonnelia harveyana
- Peyssonnelia imbricans
- Peyssonnelia immersa
- Peyssonnelia inamoena
- Peyssonnelia indica
- Peyssonnelia intermedia
- Peyssonnelia involvens
- Peyssonnelia japonica
- Peyssonnelia johanseni
- Peyssonnelia lemoinei
- Peyssonnelia luciparensis
- Peyssonnelia luzonensis
- Peyssonnelia magdalenae
- Peyssonnelia magna
- Peyssonnelia mariodinalis
- Peyssonnelia maris-rubri
- Peyssonnelia mariti
- Peyssonnelia meridionalis
- Peyssonnelia mexicana
- Peyssonnelia neocaledonica
- Peyssonnelia nitida
- Peyssonnelia nordstedtii
- Peyssonnelia novae-hollandiae
- Peyssonnelia obbesii
- Peyssonnelia obscura
- Peyssonnelia orientalis
- Peyssonnelia pacifica
- Peyssonnelia polymorpha
- Peyssonnelia profunda
- Peyssonnelia rara-avis
- Peyssonnelia replicata
- Peyssonnelia rosa-marina
- Peyssonnelia rosenvingei
- Peyssonnelia rubra
- Peyssonnelia rugosa
- Peyssonnelia rumoiana
- Peyssonnelia simulans
- Peyssonnelia splendens
- Peyssonnelia squamaria
- Peyssonnelia stoechas
- Peyssonnelia thomassinii
- Peyssonnelia valentinii